# Весёловский сельский совет (Сумская область)
Весёловский сельский совет (укр. Веселівська сільська рада) — входит в состав
Путивльского района
Сумской области
Украины.
Административный центр сельского совета находится в 
с. Весёлое
.

## Населённые пункты совета
- с. Весёлое
- с. Шулешовка